# Cerkiew Opieki Matki Boskiej w Kupnej
Cerkiew Opieki Matki Boskiej w Kupnej – drewniana filialna cerkiew greckokatolicka, znajdująca się w Kupnej.
Od czasów średniowiecznych istniała we wsi parafia prawosławna, o której publikowane wzmianki pochodzą z 1510. Po wprowadzeniu unii do 1785 była tu parafia greckokatolicka, przeniesiona następnie do Chyrzynki.
Cerkiew nosiła wezwanie Opieki Matki Boskiej, została zbudowana 1729. Do II wojny światowej cerkiew była filią parafii greckokatolickiej w Chyrzynce.
Był to zabytek w stylu budownictwa ludowego o długości 21 m i szerokości 12 m, mający konstrukcję zrębową, drewnianą. Krótkie prezbiterium było zamknięte trójbocznie, przy nim od północy znajdowała się kwadratowa zakrystia. Szersza nawa wzniesiona na rzucie wydłużonego prostokąta z babińcem wyodrębnionym pod chórem muzycznym. Od zachodu nowszy ganek, wsparty na słupach. Wnętrze nakryte stropem. Nad chórem muzycznym data 1720 r. Dach siodłowy, dwuspadowy, pokryty blachą i papą. Na nich trzy cebulaste kopuły z latarniami obite blachą, z tym, że środkowa wyraźnie dominowała nad pozostałymi. Posiadały one tambury ośmioboczne obite blachą, a środkowa kopuła pokryta była gontem. Okna w nawie zakończono półkoliście. Cerkiew skierowana była pięciokątną absydą na wschód. Z lewej strony wejścia znajdowała się dzwonnica z 1729. zbudowana na planie kwadratu. Cerkiew wykonana była z drewna. Ściany z bali umocowane między słupami i spięte śrubami były obite zewnątrz gontem. Przed wejściem znajdował się ganek wsparty na 6 słupach, które podtrzymywały konstrukcję daszku krytego również blachą. Powyższy opis pochodzi z 20 X 1959.

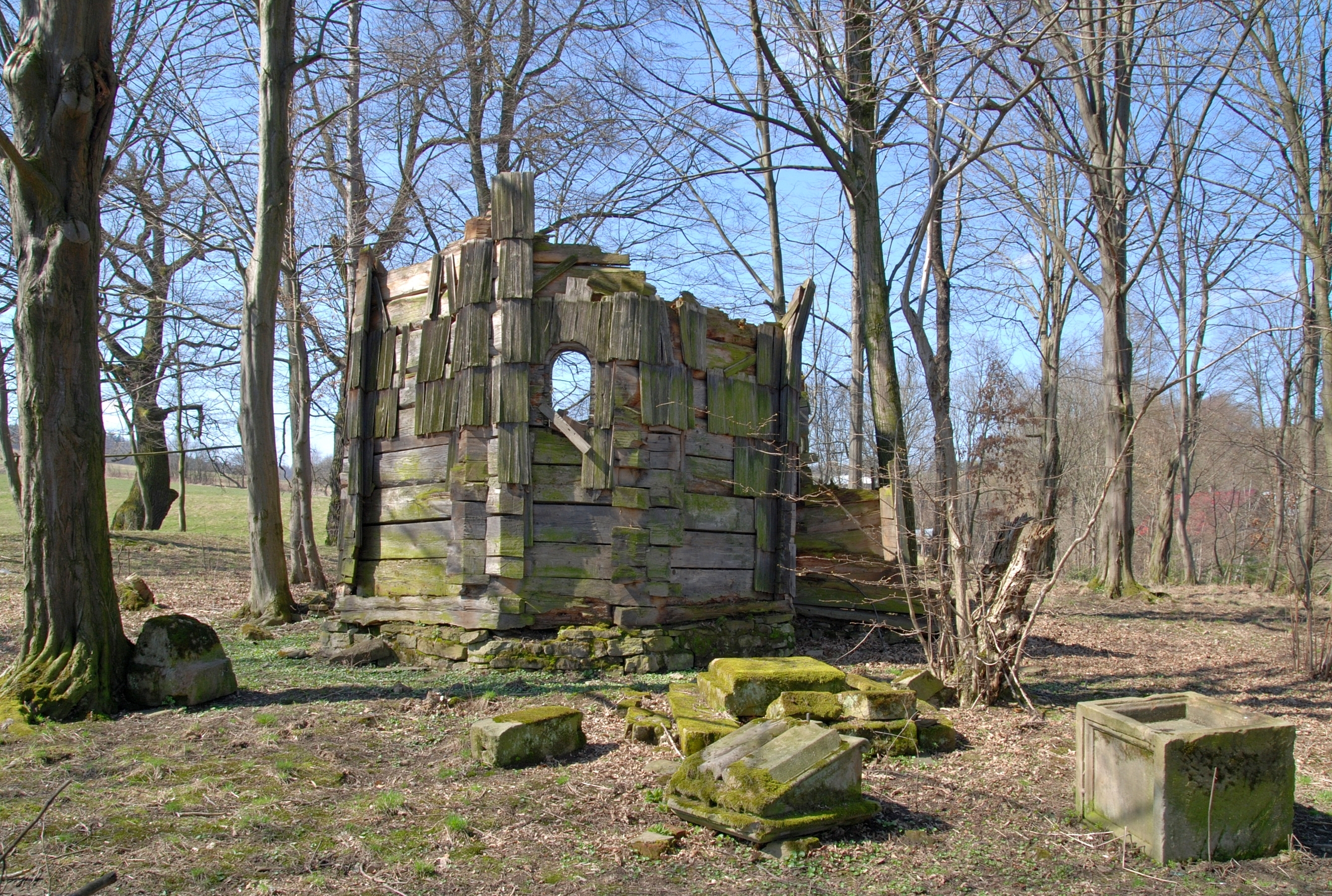
Widok od prezbiterium
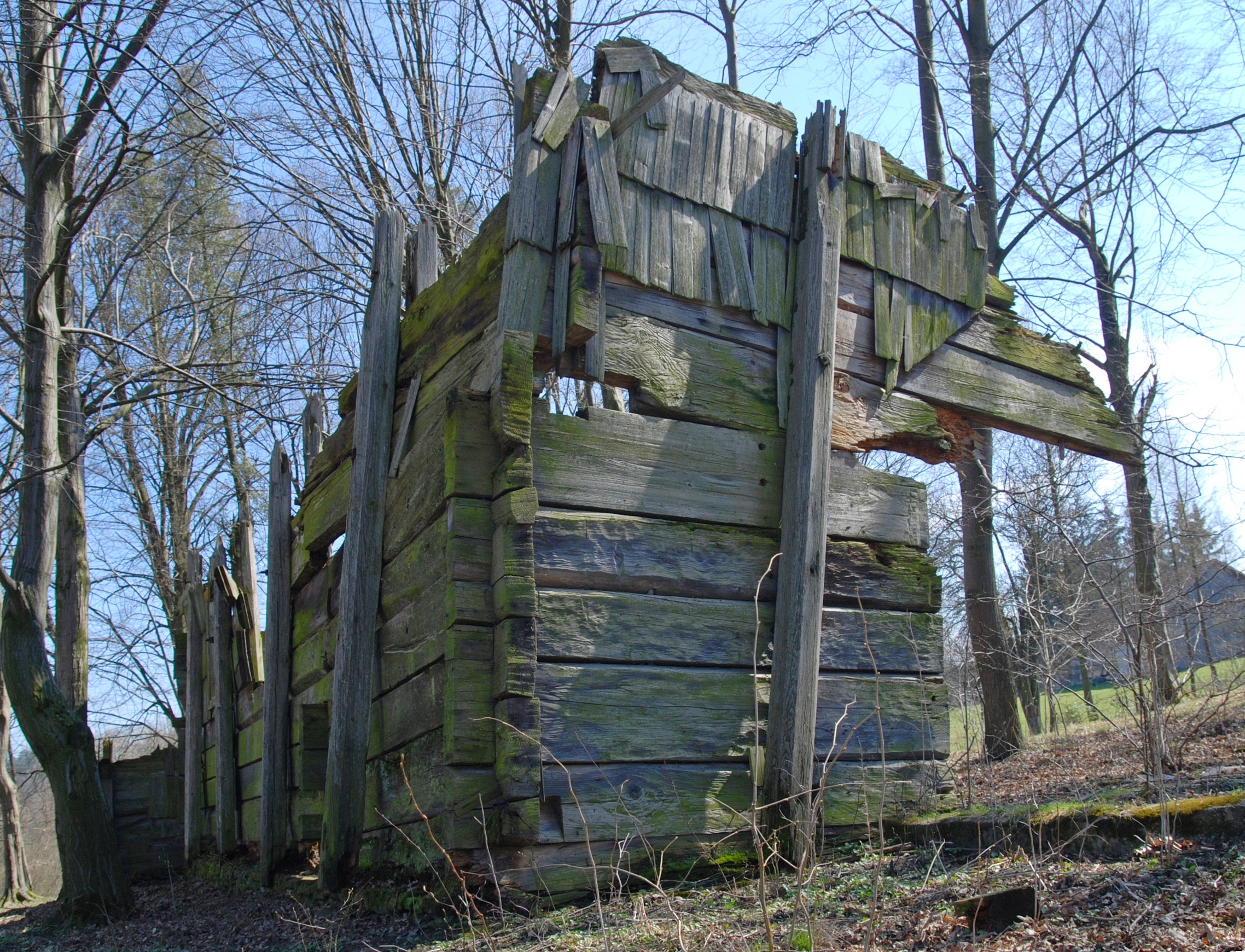
Elewacja frontowa
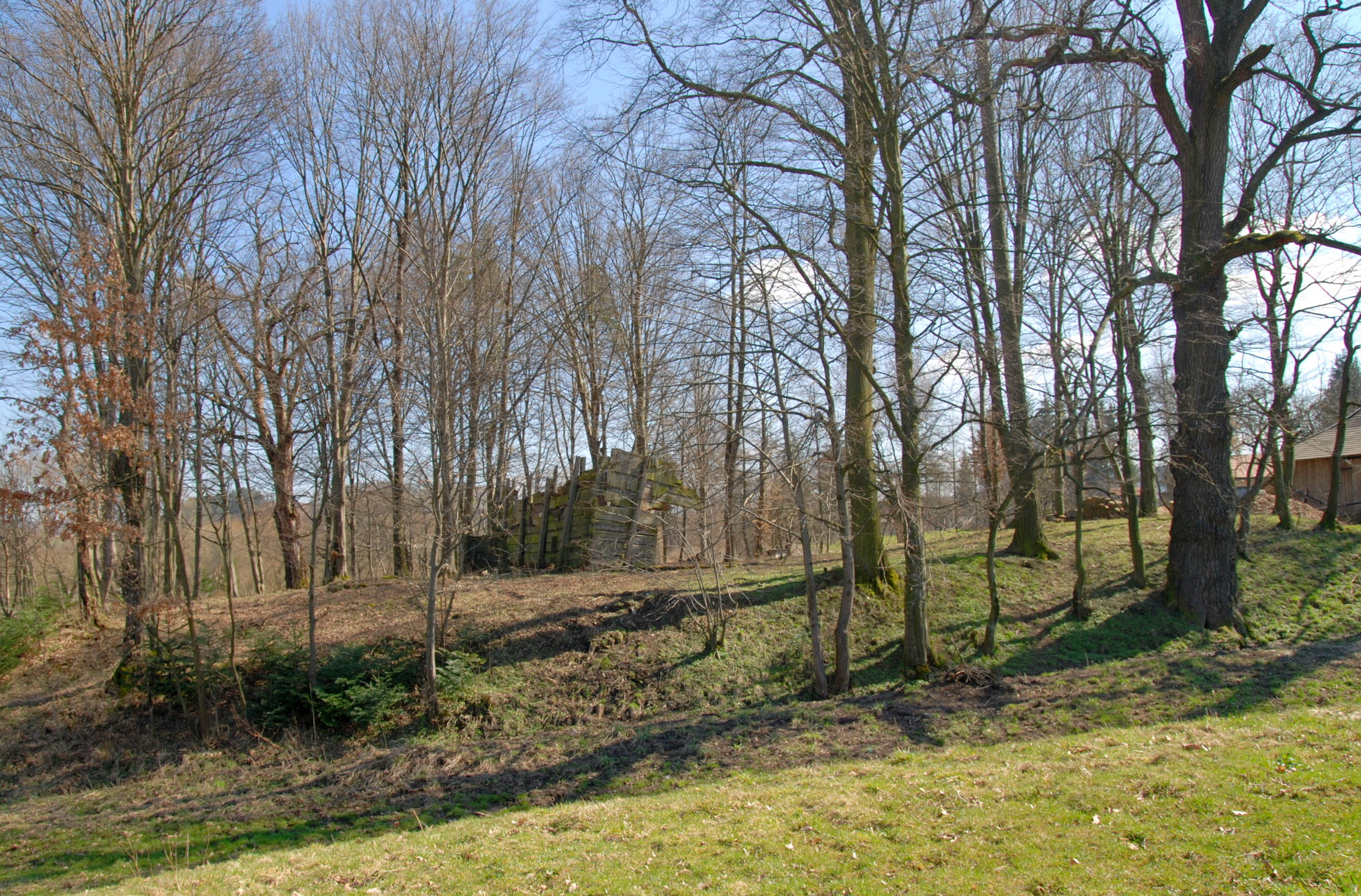
Widok ogólny

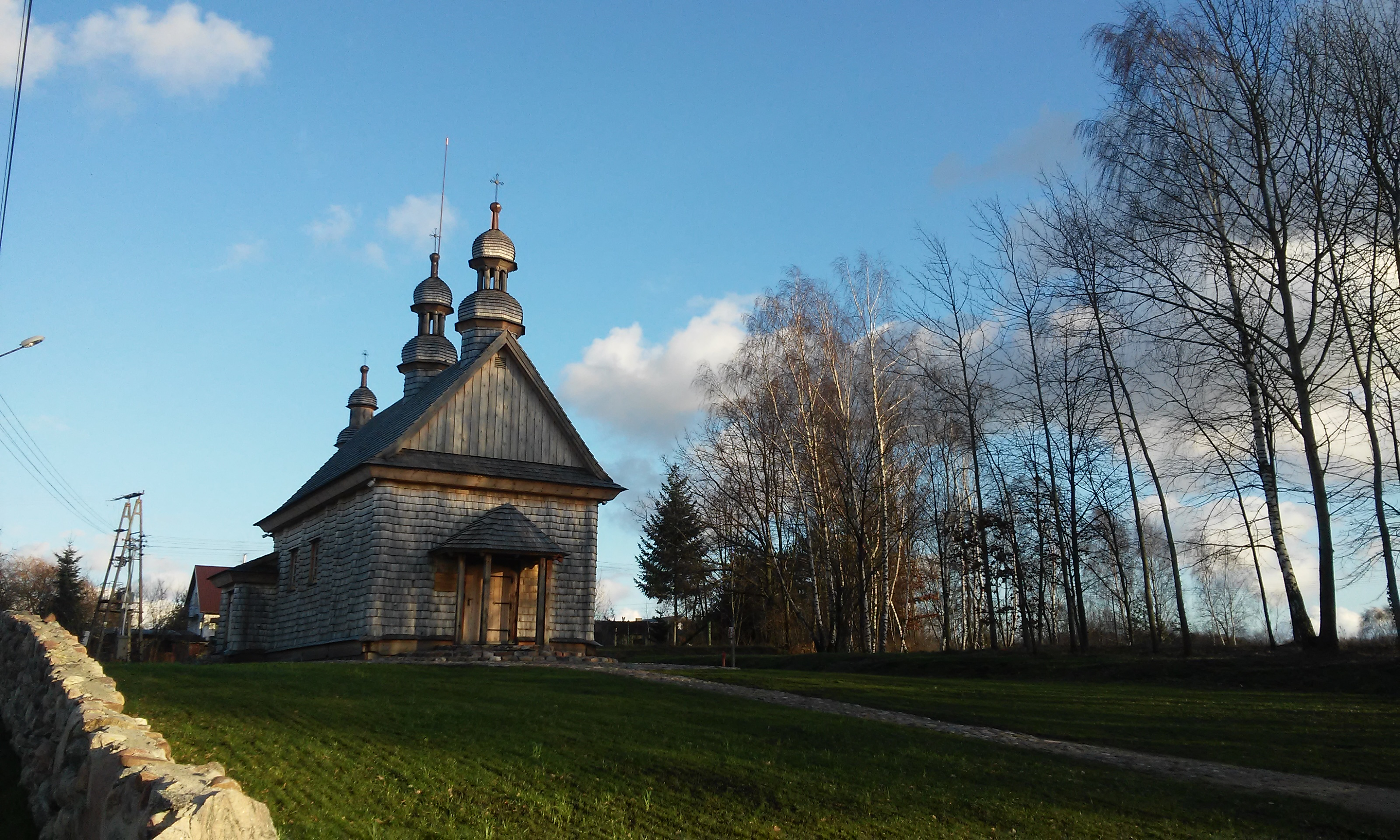
Cerkiew po rekonstrukcji w Godkowie

Ruiny cerkwi zostały przeniesione do Godkowa, w celu budowy tamtejszej cerkwi. Świątynia została całkowicie zrekonstruowana i poświęcona 10 października 2015. Obecna lokalizacja: 54°04′50,2″N 19°54′29,6″E/54,080611 19,908222